# 霊岩チャラボン古墳
霊岩チャラボン古墳（ヨンアム ちゃらぼんこふん/チャラボンゴブン）は、大韓民国（韓国）霊岩郡始終面泰澗里（シジョンミョン テガルリ）にある古墳。形状は長鼓墳（前方後円形墳）。全羅南道記念物第190号に指定されている（指定名称は「영암태간리자라봉고분（靈巖태간리자라峰古墳）」）。
朝鮮半島南部には長鼓墳10数基が分布し、日本に多く存在する前方後円墳との関連が指摘されるが、本古墳はそのうちの1つになる。

## 概要
朝鮮半島南部、栄山江中流左岸に広がる平野の中央部に位置する。古墳名のチャラ（자라［朝鮮語版］）はスッポンの意で、古墳の外形に由来して命名された。これまで1991年に韓国精神文化研究院（現・韓国学中央研究院）により部分的な発掘調査が、2011年に大韓文化遺産研究センターにより全体的な発掘調査がなされたほか、2015年にも大韓文化財研究院による発掘調査がなされている。
墳丘は前方後円形をなし、前方部を南南西に向ける。前方部は長さ・幅とも小規模な柄鏡状であるが、これは後世の耕作で変形を受けたためと見られ、後円部・前方部の土層の比較によれば、両者の築造は同時ではなく、後円部が築造されたのち前方部が築造されたと見られる。墳丘周囲には最大幅6メートル・最大深さ1.8メートルの周溝が巡らされているが、段築・葺石などの外部施設は認められていない。また、墳丘を取り囲む円筒埴輪状土製品が約50点見つかったほか、周濠からは木製品も多数出土しており、これらの用途は日本の古墳とも共通する。この土製品の使用は同じく前方後円形墳の月桂洞1号墳・2号墳や明花洞古墳（いずれも光州広域市）でも知られ、木製品の使用も月桂洞1号墳で知られる。特に土製品に関しては、月桂洞1号墳・2号墳出土品や明花洞古墳出土品と同様に日本の埴輪には見られない特徴を細部に有していることから、在地工人がその製作に関わったと見られている。
埋葬施設としては後円部中央に石室があり、墳丘主軸と直行する東西方向に長方形をなしている。この石室は従来竪穴式石室とされていたが、2011年調査の段階では見直しが必要とされる。石室の系譜は百済系と見られ、規模は長さ3.26メートル・幅2.36メートル前後・高さ1.85メートル。石室内で見つかった鎹や釘から、内部で木棺が使用されたと見られる。この石室は調査時点ですでに盗掘を受けていたが、調査により鉄鏃・鉄矛・鉄刀・鍛造鉄斧・鉄鎌・鉄刀子・鉄製鎹・金製耳環・ガラス玉・黒色土器・陶質土器・馬骨などが発見された。これらは百済系の文物とされる。
このチャラボン古墳の築造年代は、出土土器から三国時代の6世紀初頭から前半にかけてと推定される。また被葬者は、石室の大きさ並びに副葬品に武器の存在から、男性1人とされる。霊岩郡地域では、4世紀から5世紀に沃野里古墳群・新燕里古墳群、5世紀から6世紀に万樹里古墳群・内洞里古墳群・七山古墳群が営まれたが、チャラボン古墳はこれらから距離を置き、従来古墳の築かれなかった地域に突如出現することが指摘される。
古墳域は2001年9月27日に全羅南道記念物第190号に指定されている。

## 墳丘
墳丘の規模は次の通り。括弧内は発掘調査で判明した推定復元値。
- 墳丘長：35.6メートル（推定復元48メートル）
- 後円部
  - 直径：23.3メートル
  - 高さ：5メートル（推定復元4.6メートル）
- 前方部
  - 幅：8メートル
  - 高さ：2.25メートル

## 現地情報
所在地
- 全羅南道霊岩郡始終面泰澗里747番地（전라남도 영암군 시종면 태간리 747번지）

交通アクセス
- バス：羅州市または霊岩郡バスターミナルから、バスで「명산（命山）」バス停下車 （下車後西方へ約600メートル）